# ويليام ليبسكوم
وليام ليبسكوم (William Lipscomb) هو كيميائي أمريكي ولد في 9 ديسمبر 1919 في كليفلاند بأوهايو.
انتقلت عائلته إلى ليكسنجتون بولاية كنتاكي وكان لا يزال صغيرا وعاش فيها حتى تلقى البكالوريوس من جامعة كنتاكي سنة 1941.
تلقى دكتوراه الفلسفة سنة 1946 من معهد كاليفورنيا للتكنولوجيا. بين 1946 و 1959 درس في جامعة مينيسوتا ومنذ 1959 برفسور كيمياء بجامعة هارفرد. انتخب في سنة 1961 عضوا في الأكاديمية الوطنية للعلوم سنة 1961 وحصل على جائزة نوبل في الكيمياء سنة 1976.

## روابط خارجية
- ويليام ليبسكوم على موقع الموسوعة البريطانية (الإنجليزية)
- ويليام ليبسكوم على موقع مونزينجر (الألمانية)
- ويليام ليبسكوم على موقع إن إن دي بي (الإنجليزية)